# Lic. y Gen. Ignacio López Rayón International Airport
Lic. y Gen. Ignacio López Rayón International Airport är en flygplats i Mexiko.   Den ligger i kommunen Uruapan och delstaten Michoacán de Ocampo, i den södra delen av landet, 300 km väster om huvudstaden Mexico City. Lic. y Gen. Ignacio López Rayón International Airport ligger 1 602 meter över havet.
Terrängen runt Lic. y Gen. Ignacio López Rayón International Airport är huvudsakligen kuperad, men den allra närmaste omgivningen är platt. Runt Lic. y Gen. Ignacio López Rayón International Airport är det ganska tätbefolkat, med 75 invånare per kvadratkilometer. Närmaste större samhälle är Uruapan, 2,4 km nordväst om Lic. y Gen. Ignacio López Rayón International Airport. I omgivningarna runt Lic. y Gen. Ignacio López Rayón International Airport växer huvudsakligen savannskog.